# Lizzano Negroamaro rosato
Il Lizzano Negroamaro rosato è un vino DOC la cui produzione è consentita nella provincia di Taranto.

## Caratteristiche organolettiche
- colore: rosato tenue con riflessi purpurei.
- odore: fragrante, caratteristico.
- sapore: asciutto, delicato.

## Abbinamenti consigliati
Consigliato con un piatto di fave, buono anche con l'insalata (lattuga), con le lumache e con i dolci con la crema.

## Produzione
Provincia, stagione, volume in ettolitri
- nessun dato disponibile